# 폐비 윤씨
폐비 윤씨(廢妃 尹氏, 1455년 7월 15일(음력 윤 6월 1일) ~ 1482년 8월 29일(음력 8월 16일))는 조선 성종의 두 번째 왕비이며, 연산군의 어머니이다. 성종의 원비인 공혜왕후가 승하하자 왕비로 책봉되었으나 투기와 저주 행위 등의 부도덕함으로 인해 1479년에 폐위된후 사사되었다.

## 생애

### 출생과 입궁
본관은 함안이며, 1455년(단종 3년) 윤6월 1일, 윤기견과 고령 신씨 사이에서 태어났다. 외할아버지인 신평(申枰)은 신숙주(申叔舟)의 숙부(叔父)이다. 성종의 후궁(後宮)으로 간택되어 1473년 3월 19일 종2품 숙의(淑儀)에 봉해졌다. 윤씨는 입궐 후 검소하고 온화한 태도로 성종의 총애를 받았다. 당시 왕실에는 세 명의 대비(大妃) 즉 정희왕후·안순왕후·소혜왕후가 있었는데, 윤씨는 이들로부터 신뢰를 얻었다.

### 왕비 책봉과 폐비 논의
성종의 정비 공혜왕후가 죽고, 1476년(성종 7년), 창덕궁 인정전에서 왕비에 책봉되었다. 같은 해 11월 7일, 아들 연산군을 낳았다.
1477년(성종 8년), 자성대왕대비(정희왕후) 윤씨는 명을 내려, 중전 윤씨의 폐위에 대해 논하였는데, 덕종(의경세자)의 후궁인 귀인 권씨 집에 날아든 언문 투서가 발단이 되었기 때문이다. 귀인 권씨 집에 날아든 투서에는 당시 성종의 총애를 받던 소용 정씨와 숙의 엄씨가 왕비 윤씨와 원자(연산군) 모자를 해하고자 한다는 내용이 적혀있었다.
하지만 중전 윤씨가 어머니 부부인 신씨와 나인과 여종 등 주변 사람들을 시켜 꾸며낸 일이 드러나자, 중전의 도덕적 결함을 두고 대왕대비와 성종은 윤씨를 폐위하고자 하였다. 뿐만 아니라 왕비 윤씨가 극약인 비상(砒霜)을 갖고 있었던 일과, 굿을 하는 방법을 적은 서책을 성종에게 들킨 일 또한 성종이 윤씨에게서 마음을 돌린 이유중 하나가 되었다.
성종은 대신들을 불러 왕비의 폐위 혹은 빈(嬪)으로의 강등에 대해 논하였으나 대신들의 반대로 이루어지지 않았고 비상과 서책을 반입한 나인 삼월을 교수형에 처하고, 사비를 장 100대를 쳐서 변방의 관비로 보냈다.

### 폐위와 사사
폐비 윤씨는 다소 과격한 언행으로 폐출되어 사가로 내쫓겼고, 끝내 사약을 받아 숨졌는데 실록에 기록된 윤씨의 언행은 다음과 같다.
성종에게 다소 불경한 말과 원망 섞인 말을 하였는데, 성종을 볼 때 낯빛을 바꾸고 '발자취를 없애 버리겠다'라는 말을 하였으며, 아이를 낳지 못하게 하거나 반신불수로 만드는 비법을 적은 책을 상자속에 숨겨두었다가 대비에게 발각되었다. 또한 독약인 삼산화 비소를 묻힌 곶감을 가지고 있다가 들켰으며, 나무패의 말뚝을 박는 등의 주술행위를 저질렀다.
| “ | 내가 살아 있을 때에야 어찌 변을 만들겠는가마는, 내가 죽으면 반드시 난을 만들어낼 것이니, 경 등은 반드시 오래 살아서 목격할 자가 있을 것이다. | ” |
|   | — 성종이 윤씨를 폐출하면서 대신들에게 한 말                                                                                                  |   |

| “ | 평소에 시비에게 죄과가 있으면, 반드시 이르기를, ‘지금은 비록 너에게 죄줄 수가 없더라도, 장차는 너를 족멸시킬 것이다.’ 라고 하였으니, 이와 같은 마음으로써 원자를 가르친다고 하면 옳겠는가? | ” |
|   | — 인수대비가 윤씨의 성품에 관하여 한 말 |   |

| “ | 주상(主上)에게 말하기를, ‘그 눈을 빼고, 발자취까지도 없애버리며, 그 팔을 끊어버리고 싶다.’ 하였으니, 이와 같은 말들을 어찌 이루다 말하겠습니까? 또 비상 가루를 옷 속에 차고 다니며, 주상께서 편치 못할 때에는 더욱 이를 기뻐하였고, 어선(御膳, 임금의 반찬)이 있는 곳을 아무 때나 출입하였습니다. 우리들이 이러한 일을 막고 막았는데, 주상이 어찌 다 알겠습니까? | ” |
|   | — 자성대왕대비가 윤씨의 성품에 관해 언급한 언문 내용 |   |

1479년(성종 10년) 6월 2일, 성종은 윤씨를 폐출하기로 결심하고 대신들을 소집하여 중궁 폐출의 교지를 내려 폐위하였다.
 
이날 여명(黎明)에
영의정 정창손, 상당부원군 한명회, 청송부원군 심회, 광산부원군 김국광, 우의정 윤필상이 이르니,
임금이 선정전에 나아가 인견하였는데, 승지·주서(注書)·사관(史官)이 모두 입시하였다.
임금이 좌우를 돌아보고, 일러 말하기를,
(중략)
| “ | 지금 중궁(中宮)의 소위(所爲)는 길게 말하기가 어려울 지경이다. 내간(內間)에는 시첩(侍妾)의 방이 있는데, 일전에 내가 마침 이 방에 갔는데 중궁이 아무 연고도 없이 들어왔으니, 어찌 이와 같이 하는 것이 마땅하겠는가? 예전에 중궁의 실덕(失德)이 심히 커서 일찍이 이를 폐하고자 하였으나, 경들이 모두 다 불가하다고 말하였고, 나도 뉘우쳐 깨닫기를 바랐는데, 지금까지도 오히려 고치지 아니하고, 혹은 나를 능멸하는 데까지 이르렀다. 이것은 비록 내가 집안을 다스리지 못한 소치이지마는, 국가의 대계를 위해서 어찌 중궁에 처하게 하여 종묘를 받드는 중임을 맡길 수 있겠는가? 내가 만약 후궁(後宮)의 참소하는 말을 듣고 그릇되게 이러한 거조(擧措)를 한다고 하면 천지(天地)와 조종(祖宗)이 소소(昭昭)하게 위에서 질정(質正)해 줄 것이다. (중략) 중궁의 실덕(失德)이 한 가지가 아니니, 만약 일찍 도모하지 않았다가 뒷날 큰 일이 있다고 하면 후회를 해도 미치지 못할 것이다. | ” |
(중략)
 — 《성종실록》 105권,
성종 10년(1479년 명 성화(成化) 15년) 6월 2일 (정해)
육조의 판서와 참판들을 비롯해 종친들과 대간의 일부 신하들이 원자의 어머니임을 이유로 왕비 폐출에 반대하였으나 성종은 북송 인종이 폐후 곽씨를 내쫓은 고사를 인용하며 뜻을 강하게 펼쳤고 윤씨를 폐하여 사가로 내보냈다.
이후 폐비 윤씨의 뒤를 이어 윤호의 딸인 숙의 윤씨(정현왕후)를 새로운 왕비로 책봉하였다.

### 최후
1482년(성종 13년) 8월 16일, 성종은 명을 내려 폐비 윤씨를 사사하였다. 윤씨를 사사한 전교를 보면 윤씨가 폐출되어 쫓겨난 후에도 여전히 죄를 뉘우치지 않고, 점차 원자가 장성하면서 윤씨의 폐출문제가 다시 공론화되는 것을 막고자 하였다.
 
| “ | 폐비 윤씨는 성품이 본래 흉악하고 위험하여서 행실에 패역(悖逆)함이 많았다. 지난날 궁중에 있을 적에 포악함이 날로 심해져서 이미 삼전(三殿, 정희왕후 · 소혜왕후 · 안순왕후)에 공순하지 못하였고, 또한 과인에게 흉악한 짓을 함부로 하였다. 그래서 과인을 경멸하여 노예와 같이 대우하여, 심지어는 발자취까지도 없애버리겠다고 말하였으나, 이러한 것은 다만 자질구레한 일들이므로 더 말할 것도 없다. 심지어는 일찍이 역대의 모후(母后)들이 어린 임금을 끼고 정사를 마음대로 하였던 일을 보면 스스로 기뻐하고, 항상 독약을 스스로 가지고 다니면서 혹은 가슴 속에 품거나 혹은 상자 속에 간수하기도 했으니, 비단 그가 시기하는 사람을 제거하려는 것뿐만 아니라 장차 과인에게도 해로운 것이다. 항상 스스로 말하기를, ‘내가 오래 살게 되면 장차 할 일이 있다.’고 하였다. 이것은 부도한 죄로서 종묘와 사직에까지 관계되는 것이지만, 오히려 대의로써 차마 단죄하지 아니하고, 다만 그를 폐비하여 서인(庶人)으로 삼아 사제에 있게 하였다. 그런데 이제 외부의 사람들이 원자가 점차 성장하는 것을 보고는 앞뒤에서 시끄럽게 떠들어대면서 이 사건을 말하는 이가 많다. 이는 비록 지금은 그리 깊이 염려하지 않아도 되겠지마는, 후일 있을 화(禍)를 어찌 이루 다 말하겠느냐? 이제 만일 우유부단하여 큰 계책을 일찍이 정하지 아니하면, 나라의 일이 구제할 수 없는 데까지 이르러 후회하여도 미치지 못할 것이니, 내가 참으로 종묘와 사직의 죄인이 될 것이다. 이에 금년 8월 16일에 그 집에서 사사(賜死)한다. 이는 종묘와 사직을 위하는 큰 계책으로서 그렇게 하지 않을 수 없었다. 이를 서울과 지방에 포고하라. | ” |

## 사후

### 묘소
묘소의 이름은 회묘(懷墓)이며, 경기도 장단에 매장되었다가, 후에 양주군 망우리면 망우리(현 서울특별시 중랑구 망우동)으로 이장되었으며, 1498년(연산군 4년) 경기도 양주군 천장산(현 서울 동대문구 회기동 경희의료원 자리)으로 이장되었고 연산군에 의해 회릉(懷陵)으로 격상되었다. 연산군 폐위 후 다시 회묘로 격하되었고, 회묘가 있는 마을은 회터마을이라는 별명이 붙어 회기동의 지명의 유래가 되었다. 1969년 10월 25일 경기 고양군으로 이장하였으며, 현재의 위치는 고양시 덕양구이다.

### 갑자사화
아들 연산군이 왕위에 오르면서 제헌왕후(齊獻王后)로 추존되고, 묘소는 회릉(懷陵)으로 격상되었다. 중종반정 이후, 시호와 능호는 모두 삭탈되었다.
1504년(연산군 10년), 연산군은 폐비 윤씨의 폐출과 사사에 관련된 사람들을 잡아 국문하고 처형하였는데, 공신인 한명회 등은 부관참시하고 폐비 윤씨에게 사약을 가지고 간 이세좌는 처형하였으며 성종의 후궁인 귀인 정씨와 귀인 엄씨는 고문 끝에 죽여버렸다. 이외에 사건과 관련된 훈구 공신들이 화를 입었는데, 중종반정의 구실 중 하나가 되었다.

## 가족 관계
| 조선의 왕비 | 폐비 윤씨 廢妃 尹氏 제헌왕후 濟獻王后 | 출생                                         | 사망                                                    |
| 조선의 왕비 | 폐비 윤씨 廢妃 尹氏 제헌왕후 濟獻王后 | 1455년 7월 15일 (음력 윤6월 1일) 조선 한성부 | 1482년 8월 29일 (음력 8월 16일) (27세) 조선 한성부 저택 |

|    |                                     | 본관 | 생몰년      | 부모                          | 비고               |
| -- | ----------------------------------- | ---- | ----------- | ----------------------------- | ------------------ |
| 부 | 함안부원군 咸安府院君 윤기견 尹起畎 | 함안 | 생몰년 미상 | 윤응 尹應 안동 권씨 安東 權氏 |                    |
| 모 | 장흥부부인 長興府夫人 신씨 申氏     | 고령 | ? - 1504년  | 신평 申枰 장흥 마씨 長興 馬氏 | 신숙주의 사촌 동생 |

| 조선 제9대 국왕 | 성종 成宗 | 출생                                               | 사망                                                                     |
| 조선 제9대 국왕 | 성종 成宗 | 1457년 8월 19일 (음력 7월 30일) 조선 한성부 세자궁 | 1495년 1월 19일 (1494년 음력 12월 24일) (37세) 조선 한성부 창덕궁 대조전 |

| 작호 | 작호          | 이름  | 생몰년         | 배우자              | 비고                            |
| ---- | ------------- | ----- | -------------- | ------------------- | ------------------------------- |
| 장남 | 연산군 燕山君 | 융 㦕 | 1476년－1506년 | 폐비 신씨 廢妃 慎氏 | 제10대 국왕 중종반정으로 폐위됨 |
| 차남 | 대군          |       | ? - 1479년     |                     |                                 |

## 문화

### 소설
- 《금삼의 피》- 박종화

### 노래
- 회심곡(悔心曲) - 김영임, 폐비 윤씨를 소재로 한 노래

| - 《설중매》 (MBC, 1984년 ~ 1985년, 배우 : 이기선) - 《한명회》 (KBS, 1994년, 배우 : 장서희) - 《왕과 비》 (KBS, 1998년 ~ 2000년, 배우 : 김성령) - 《대장금》 (MBC, 2003년 ~ 2004년, 배우 : 이주희) - 《왕과 나》 (SBS, 2007년 ~ 2008년, 배우 : 박보영, 구혜선) - 《인수대비》 (JTBC, 2011년 ~ 2012년, 배우 : 진지희, 전혜빈) - 《7일의 왕비》 (KBS2, 2017년, 배우 : 우희진) | - 《연산군》(1987년, 배우 : 선우은숙) - 《연산일기》(1988년, 배우 : 김영애) |

## 같이 보기
- 성종
- 인수대비
- 연산군
- 갑자사화
- 귀인 정씨
- 귀인 엄씨
- 윤구
- 임사홍
- 중종반정